# 岡山県道261号穂浪吉永停車場線
岡山県道261号穂浪吉永停車場線（おかやまけんどう261ごう ほなみよしながていしゃじょうせん）は、岡山県備前市を通る一般県道である。

## 概要
備前市穂浪とJR西日本山陽本線 吉永駅を結ぶ。備前市都市計画マスタープランでは公共交通軸の位置づけとなっている。

### 路線データ
- 起点：備前市穂浪（国道250号交点）
- 終点：備前市吉永町吉永中（JR西日本山陽本線 吉永駅前、岡山県道404号都留岐吉永停車場線終点）
- 実延長：10.5 km[1]

## 路線状況

### 重複区間
- 国道2号（備前市伊里中・伊里中交差点 - 備前市木谷・閑谷学校入口交差点）
- 岡山県道・兵庫県道368号吉永下徳久線（備前市吉永町吉永中）
- 岡山県道404号都留岐吉永停車場線（備前市吉永町吉永中）

### 道路施設

#### 橋梁
- 南方橋（南方川、備前市）
- 寺橋（金剛川、備前市）

#### トンネル
- 閑谷トンネル：延長509 m、1992年（平成4年）竣工[3]、備前市

## 地理

### 通過する自治体
- 備前市

### 交差する道路
| 交差する道路                                                                      | 交差する場所 | 交差する場所       |
| --------------------------------------------------------------------------------- | ------------ | ------------------ |
| 国道250号                                                                         | 穂浪         | 起点               |
| 岡山県道262号蕃山友延線                                                           | 友延         | 友延交差点         |
| 国道2号 重複区間起点                                                              | 伊里中       | 伊里中交差点       |
| 国道2号 重複区間終点                                                              | 木谷         | 閑谷学校入口交差点 |
| 岡山県道・兵庫県道96号岡山赤穂線 岡山県道・兵庫県道368号吉永下徳久線 重複区間起点 | 吉永町吉永中 | 吉永交差点         |
| 岡山県道・兵庫県道368号吉永下徳久線 重複区間終点                                  | 吉永町吉永中 |                    |
| 岡山県道404号都留岐吉永停車場線 重複区間起点                                      | 吉永町吉永中 |                    |
| 岡山県道404号都留岐吉永停車場線 重複区間終点                                      | 吉永町吉永中 | 終点               |

### 交差する鉄道
- 赤穂線
- 山陽新幹線
- 山陽本線

### 沿線
- JR西日本赤穂線 伊里駅
- 木谷郵便局
- 閑谷学校
- JR西日本山陽本線 吉永駅